# Trstené
Trstené é um município da Eslováquia, situado no distrito de Liptovský Mikuláš, na região de Žilina. Tem 3,94 km² de área e sua população em 2018 foi estimada em 222 habitantes.

## Demografia
| Ano:        | 1994 | 2004   | 2014    | 2024   |
| ----------- | ---- | ------ | ------- | ------ |
| Broj ljudi: | 202  | 205    | 233     | 219    |
| Razlika:    |      | +1,48% | +13,65% | -6,00% |

| Ano:               | 2023 | 2024   |
| ------------------ | ---- | ------ |
| Número de pessoas: | 217  | 219    |
| Diferença:         |      | +0,92% |